# Saint-Restitut
Saint-Restitut é uma comuna francesa na região administrativa de Auvérnia-Ródano-Alpes, no departamento de Drôme. Estende-se por uma área de 14,48 km². Em 2010 a comuna tinha 1 447 habitantes (densidade: 99,9 hab./km²).